# Jürgen Kleditzsch
Jürgen Kleditzsch, né le 26 janvier 1944 à Bad Schandau est un homme politique est-allemand. Il est brièvement ministre de la Santé en 1990.

## Sources
- (de) Cet article est partiellement ou en totalité issu de l’article de Wikipédia en allemand intitulé « Jürgen Kleditzsch » (voir la liste des auteurs).